# Folåsa behandlingshem
Folåsa behandlingshem är en av Sveriges äldsta institutioner för vård av unga, belägen vid Vikingstad i Linköpings kommun. 
Folåsa inrättades 1865 såsom räddningshem för pojkar, men blev från 1903 ett skyddshem enligt 1902 års lag angående uppfostran åt vanartade barn. Idag är Folåsa ett så kallat särskilt ungdomshem som drivs av Statens institutionsstyrelse. Folåsa vårdar unga av båda könen i åldern 13-18 år i enlighet med LVU och socialtjänstlagen. Målgruppen är ungdomar med psykosociala problem (relations- och anknytningsproblem) samt med inslag av kriminalitet och missbruk. Undervisning ges i samtliga ämnen enligt läroplan för grundskolans högstadium samt gymnasieskolans individuella program. 